# Igreja Presbiteriana da África
A Igreja Presbiteriana da África (em Inglês Presbyterian Church of Africa) é uma denominação reformada na África do Sul, Malawi, Zâmbia  e Zimbabwe. sendo a maior denominação presbiteriana e reformada da região e uma das maiores do mundo.

## História
A Igreja Livre da Escócia desenvolveu trabalhos missionários na África do Sul durante o século XIX. Como resultado surgiu a Igreja Presbiteriana Lovedale, que era parte da denominação escocesa.
O  Rev. James Mzimba foi o primeiro ministro presbiteriano ordenado sendo negro sul-africano treinada pela igreja em 1875. Após a ordenação ele se ofereceu para ir para a Missão Livingstonia no Malawi, mas não foi escolhido. Dois anos mais tarde, ele foi enviado para a Escócia como um delegado para o aniversário da Igreja Livre da Escócia, e lá recebeu doações para a missão africana.
Em 1897 foi feita uma Assembléia Nacional Presbiteriana Unida. O Presbitério Kaffrarian decidiu que não podia aceitar a união com os outros presbíteros, se os seus ministros africanos não recebessem igual reconhecimento.
No ano seguinte foi formada a Igreja Presbiteriana da África por James Mzimba e outros pastores que se separaram da Igreja Livre da Escócia. Desde então a denominação se espalhou tornando-se a  maior denominação presbiteriana e reformada da região e uma das maiores do mundo.

## Atualidade
Os membros da igreja são em sua maioria negros.
As congregações estão localizadas no Malawi, África do Sul, Zâmbia e Zimbabwe, porém a sede é na África do Sul.
A igreja desenvolve trabalhos para o desenvolvimento agrícola e das comunidades rurais, bolsas de estudo, de trabalho para o desenvolvimento de recursos humanos necessários. Em 2006, era formada por 9 presbitérios e aproximadamente 3.381.000 de membros em 9.000 congregações.

## Doutrina
A denominação aceita ordenação de mulheres e subscreve o Credo dos Apóstolos e a Confissão de Fé de Westminster.

## Relações Inter-eclesiásticas
A igreja é membro do Concílio Mundial das Igrejas da Comunhão Mundial das Igrejas Reformadas e possui relações com a Igreja Presbiteriana (EUA).